# Carpignano Salentino
Carpignano Salentino ist eine italienische Gemeinde mit 3630 Einwohnern (Stand 31. Dezember 2023) und gehört zur Provinz Lecce.
Die Nachbargemeinden sind: Calimera, Cannole, Castrignano de’ Greci, Martano, Melendugno und Otranto.
Von der adriatischen Küste ist Carpignano Salentino etwa 10 km entfernt.
Im Zentrum des Ortes kann man eine byzantinische Krypta aus dem 10. Jahrhundert besichtigen.

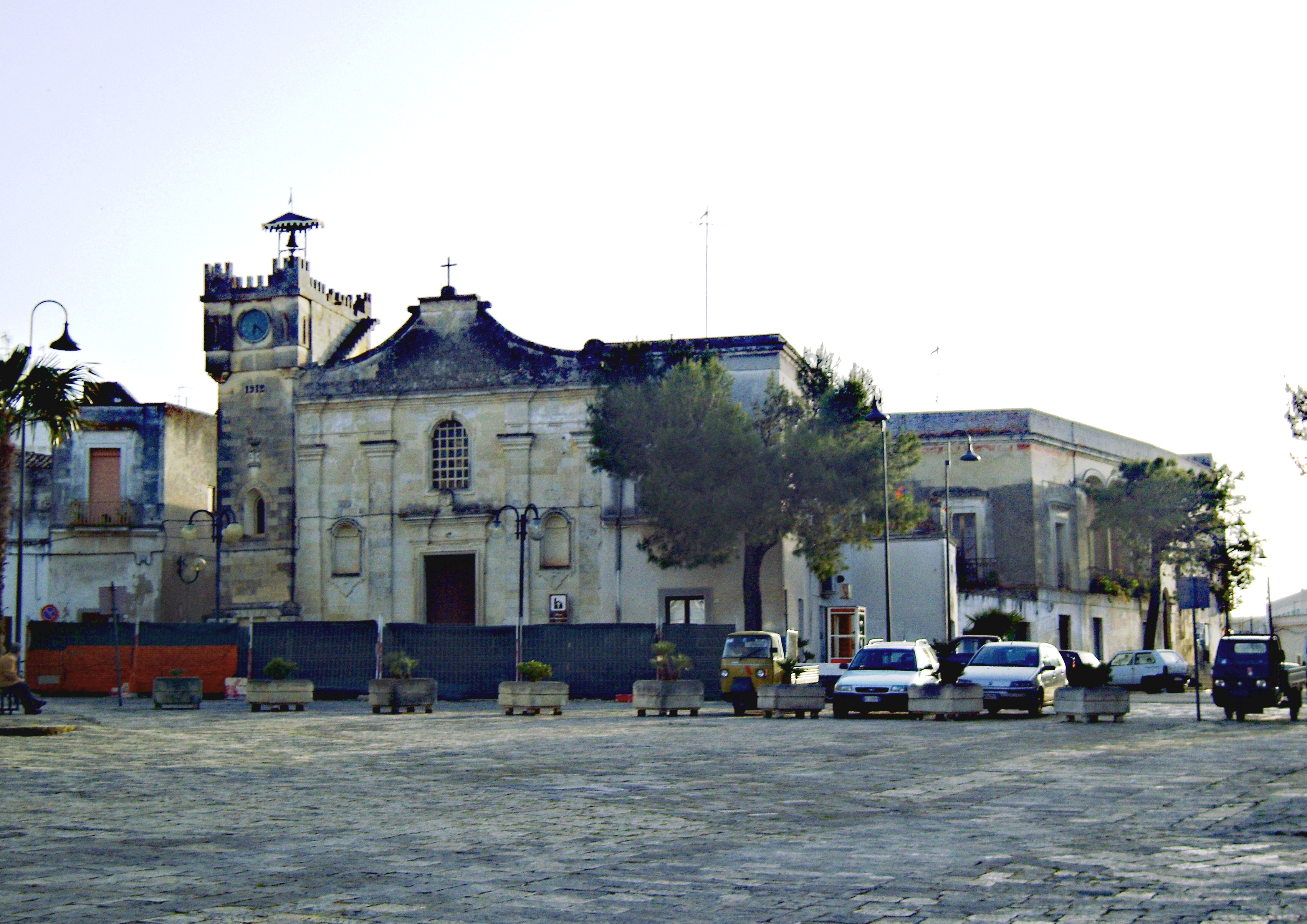
Platz